# Rockin' in the Free World
"Rockin' in the Free World" es una canción de Neil Young publicada en un álbum Freedom de 1989. Se editaron dos versiones del tema, una de corte más acústico y otra con una presentación más eléctrica, al igual que sucedió con otra canción de Young titulada "Hey Hey, My My (Into the Black)" del álbum Rust Never Sleeps.
Esta canción se sitúa en la posición 214 en la lista de Rolling Stone de las 500 mejores canciones de todos los tiempos.

## Por otros grupos
Se han realizado numerosas versiones de este tema a cargo de muchos artistas distintos como U2 y Pearl Jam, Van Halen, Bon Jovi, Patti Smith, G-3 o Riot Propaganda.